# Лепрекон 5: Сусід
«Лепрекон 5: Сусід» (англ. Leprechaun In The Hood, дослівно «Лепрекон на районі») — американський комедійний фільм жахів 2000 року режисера Роба Спера, продовження фільму «Лепрекон 4: У космосі» і п'ятий фільм із серії про злісного Лепрекона. Прем'єра фільму відбулася 28 березня 2000 року.

## Сюжет
Скориставшись певною картою, яку придбав Мак Дедді, двоє чорношкірих знаходять занедбане приміщення на одній з гілок метрополітену. Не знайшовши того, що шукали, Мак Дедді кидає свого друга на стіну, яка виявилася несправжньою. У відкритому отворі друзі знайшли те, що шукали — статую Лепрекона з медальйоном на грудях і розкиданими навколо скарбами. Мак Дедді бере тільки флейту, а його друг, зазіхнувши на скарби, знімає медальйон з грудей Лепрекона, в результаті чого останній оживає і протикає йому горло його ж гребінцем. Лепрекон також намагається вбити Дедді, але випадковим чином на його шию падає медальйон, в результаті чого Лепрекон перетворюється назад в статую.
Далі дія фільму переноситься на деякий час вперед. Троє молодих друзів — Постмайстер П, Шалена куля та Бутч — мають намір пробитися на реп-небосхил. В один прекрасний момент група цих хлопців стикається з Маком Дедді, який вже став королем репу. А він домігся цього положення завдяки вкраденій багато років тому магічній флейті. Самого ж Лепрекона Дедді тримає під скляним ковпаком і нікому не показує. Однак під час розмови з Дедді друзі побачили цю статую і золотий медальйон, що висить на шиї. Через те, що розмова не склалась, компанія вирішує пограбувати Дедді і забрати золотий медальйон.
У підсумку друзі проникають в кабінет Дедді, крадуть гроші і знімають медальйон з шиї Лепрекона. Останній оживає, а в кабінет приходить сам Мак Дедді. Розправившись з Дедді (куля потрапила в медальйон, а самі злодії думали, що вбили його), друзі приймаються за ожилого Лепрекона. Не впоравшись з останнім, компанія втікає з місця події. Згодом злодії використовують магічну флейту для досягнення успіху на ниві реп-творчості.

## У ролях
| Актор             | Роль                                |
| ----------------- | ----------------------------------- |
| Ice T             | Мак Дедді О Нассаз                  |
| Ворвік Девіс      | Гном Лепрекон                       |
| Ентоні Монтгомері | Майстер Поста П                     |
| Рашаан Нелл       | «Шалена куля»                       |
| Ред Грант         | Бутч Бутч                           |
| Ден Мартін        | Джекі Ді                            |
| Лобо Себастьян    | Фонтан Рівера                       |
| Джек Онг          | Чу Йонг Пі                          |
| Блю Давінчі       | Слаг                                |
| Бібі Дрейк        | Сміт Місіс(прабабуся Постмайстра П) |
| Донна М. Перкінс  | Джекі Сі                            |
| Куліо             | камео                               |

## Відгуки
Картина отримала непогані відгуки. 40 % рейтинг на сайті Rotten Tomatoes.